# Huis Brakel

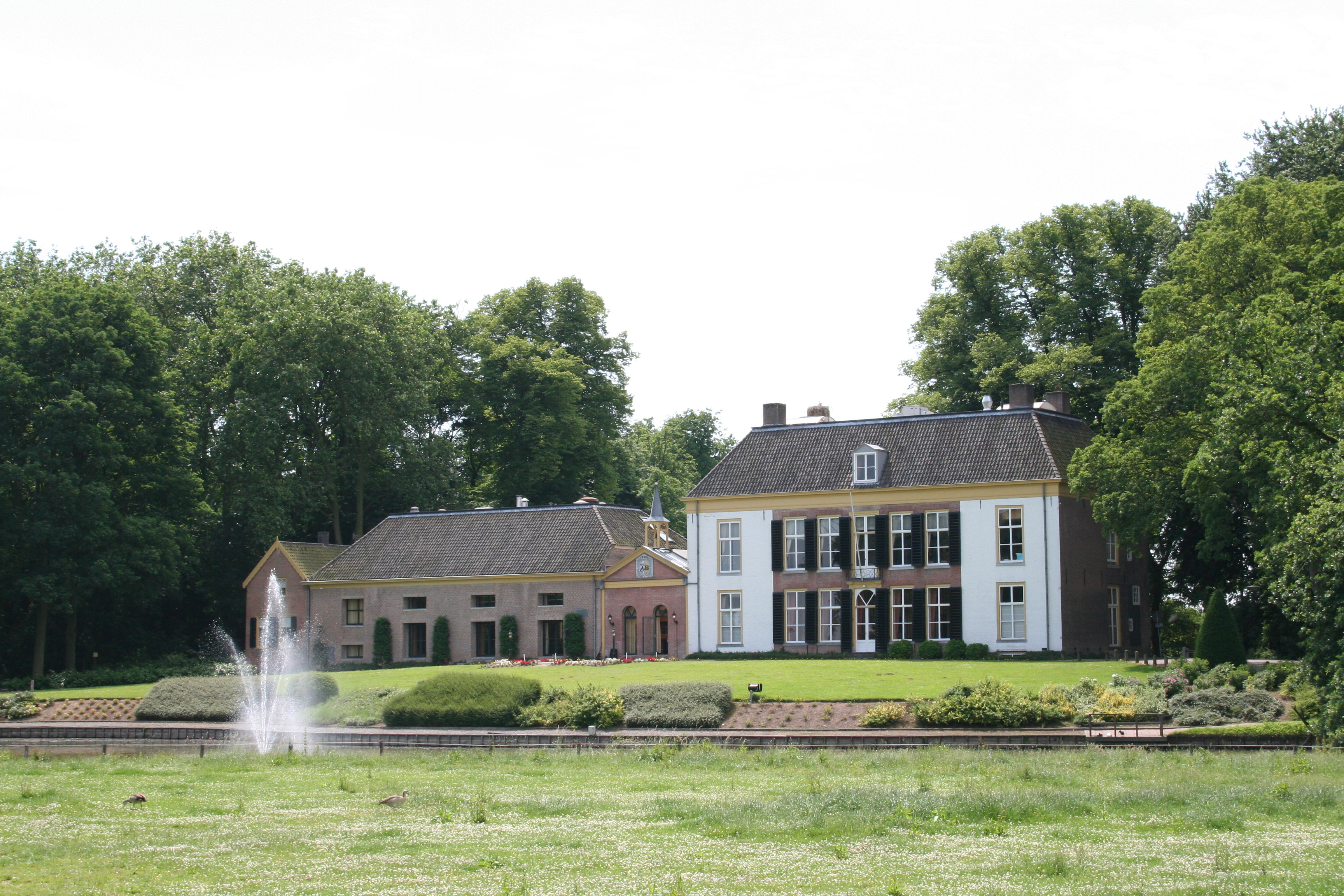
Vooraanzicht van het huis Brakel in gemeente Zaltbommel (NL)

Onderdeel van het huidige landgoed Brakel is het huis Brakel dat in 1768 voltooid werd, nadat een eerder huis in 1672 door de Fransen werd verwoest. Huis en landgoed zijn gelegen in de plaats Brakel, in de Nederlandse gemeente Zaltbommel.

## Het huis
Het huis is gebouwd in de nabijheid van de ruïne van kasteel Brakel. Dit kasteel verloor in de loop van de 18e eeuw (na ruim 4 eeuwen van bewoning) zijn woonfunctie en verviel hierdoor binnen een eeuw tot een ruïne. Via een erfenis kwam Brakel in 1809 in handen van Wilhelmus van Dam van Brakel. Hij was het die het huis en het landgoed vormde op de manier zoals dat heden ten dage nog steeds bestaat.
Het huis is gebouwd in neoclassicistische bouwstijl waarbij het hoofdhuis aan het koetshuis is verbonden door middel van een klokkentoren. In de 19e eeuw was het gebruikelijk neoclassicistische (land)huizen al dan niet van wit pleisterwerk te voorzien. Hiervan zijn Gelderse huizen als huis Verwolde en villa Brakkesteyn goede voorbeelden. Bijzonder aan huis Brakel is dat er gekozen is voor een tussenvorm waarbij het hoofdhuis slechts ten dele wit is gepleisterd. Enkel de muren links en rechts van de grote raampartijen aan de voorzijde zijn van pleister voorzien.  

## Het landgoed
Toen Wilhelmus van Dam van Brakel het landgoed in de landschapsstijl liet aanleggen, werd de ruïne van Kasteel Brakel als romantisch accent in het park opgenomen. Het opnemen van ruïnes in een park of tuinaanleg kwam in de 19de eeuw vaker voor. Brakel is daar in Gelderland echter het enige bewaard gebleven voorbeeld van. Bij de aanleg van het park werden de nostalgische en schilderachtige kwaliteiten van de ruïne benadrukt. Bij het aanleggen van de tuinen (in 1811 voltooid) werd nadrukkelijk gekeken naar ontwerpen van tuinarchitect Hendrik van Lunteren.

## Eigendomsgeschiedenis
Huis en heerlijkheid De Brakell waren eeuwenlang in het bezit van het geslacht Van Brakell:
- Lodewijk van Brakell († voor 25 september 1547), heer van de Brakell
  - Dirck van Brakell (-1592), heer van de Brakell
    - Dirck van Brakell (-1626), heer van de Brakell
      - Floris van Brakell tot den Brakell (-1649), heer van de Brakell
        - Diederik van Brakell tot den Brakell (1647-1695), heer van de Brakell
          - mr. Floris Adriaan van Brakell tot den Brakell (1680-1722), schepen en burgemeester van Tiel
            - Diedrik Louis van Brakell tot den Brakell (1712-1761), heer van Vredestein en in Grijsoord, heemraad van Neder-Betuwe
              - jhr. Floris Adriaan van Brakell tot den Brakell (1745-1822), heer van Vredestein en in Grijsoord (-1766, verkoop), heemraad van Neder-Betuwe
                - mr. Diederik Louis baron van Brakell tot den Brakell (1768-1852), heer van Vredestein en Over- en Nederasselt, lid Tweede Kamer der Staten-Generaal, heemraad van Neder-Betuwe
                  - mr. Willem Jacob baron van Brakell tot den Brakell (1818-1902), heer van den Brakell, Schoonenburg en Over- en Nederasselt, burgemeester van Lienden

Begin 19e eeuw kwam de heerlijkheid in het bezit van het geslacht Van Dam, in welk geslacht het tot nu toe is gebleven:
- Wilhelmus van Dam (1779-1858), heer van Brakel, enz., schout, secretaris en burgemeester van Brakel
  - Dirk Willem van Dam (1804-1850), burgemeester en secretaris van Poederoyen
    - Jean Paul Henri Mari van Dam (1843-1900), heer van Brakel en Rodichem, wethouder van Wageningen
      - Dirk Willem van Dam (1866-1931), heer van Brakel, lid gemeenteraad van Brakel en dijkgraaf, bewoner van huis Brakel
        - Dirk Willem van Dam (1901-1991), heer van Brakel, fruitteler en dijkgraaf

  - Samuel Pieter Jean Charles van Dam (1811-1879), heer van Hekendorp en Polanen
    - Dirk Willem van Dam (1854-1916), heer van Hekendorp
      - Dr. ir. George Otto van Dam (1893-1979), huisarts
        - George Otto van Dam (1928-2015), heer van Brakel en bewoner van huis 't Spijker in Brakel, huisarts

## Geldersch Landschap & Kasteelen
In 1972 kocht Het Geldersch Landschap het landgoed van de familie van Dam van Brakel, die het sinds 1809 bezat. Uitgezonderd waren het huis Brakel en het zogenoemde Spijker aan de noordzijde, van oorsprong een poortgebouw en voorraadschuur. Deze werden gekocht en gerestaureerd door de gemeente Brakel en in gebruik genomen als dorpshuis en conferentieoord. 
Sinds eind 2014 is ook het 18e-eeuwse huis Brakel in het bezit gekomen van Stichting Het Geldersch Landschap waardoor landgoed, ruïne en huis weer zijn verenigd onder een eigenaar. De organisatie draagt de lasten over het pand en heeft als doelstelling het monumentale pand te behouden en onderhouden voor de toekomst. Naast de dorpshuisfunctie blijft de locatie beschikbaar voor huwelijksvoltrekkingen. Iedere vijf jaar gaan de gemeente en stichting het gebruik en beheer en de exploitatie van Huis Brakel evalueren.